# Coriocella hibyae
Coriocella hibyae · Coriocelle d'Hiby, Coriocelle des Maldives, Limace éponge
Espèce
Coriocella hibyae, communément nommé Coriocelle d'Hiby ou Coriocelle des Maldives, est une espèce de mollusques gastéropodes de la famille des Velutinidae.

## Description
La coriocelle des Maldives peut atteindre une taille maximale de 10 cm. Son aspect physique est caractérisé par cinq digitations dorsales. La teinte du corps varie du bleu ardoise au brun foncé, avec des reflets verts, bleus ou rougeâtres, et des taches noires qui lui confère l'apparence d'une éponge, afin de passer inaperçue aux yeux des prédateurs (et des plongeurs), surtout lorsque cette dernière est immobile sur le récif.
Ses chairs renferment une fine et fragile coquille nacrée en forme d'« oreille ».

## Galerie

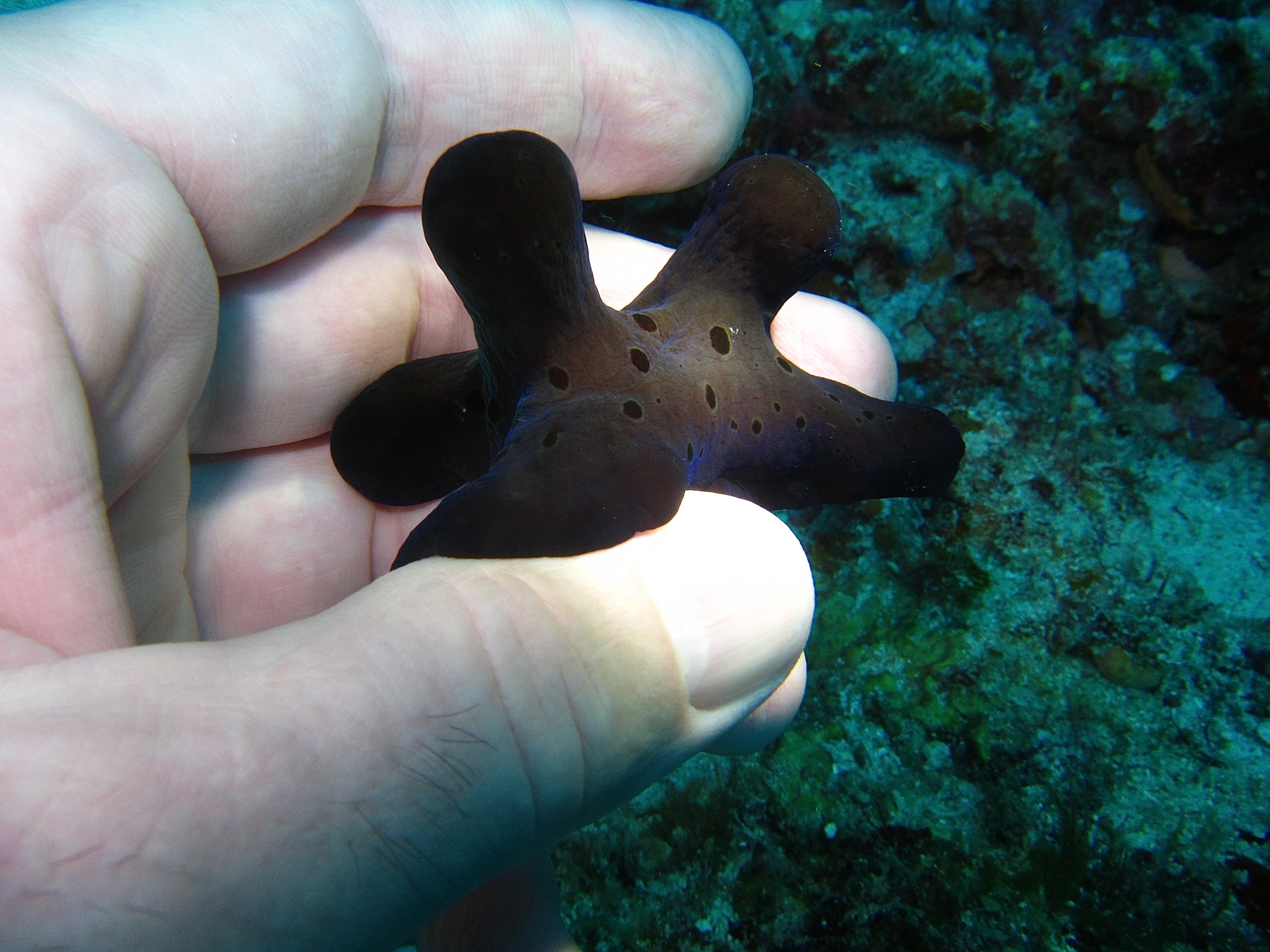
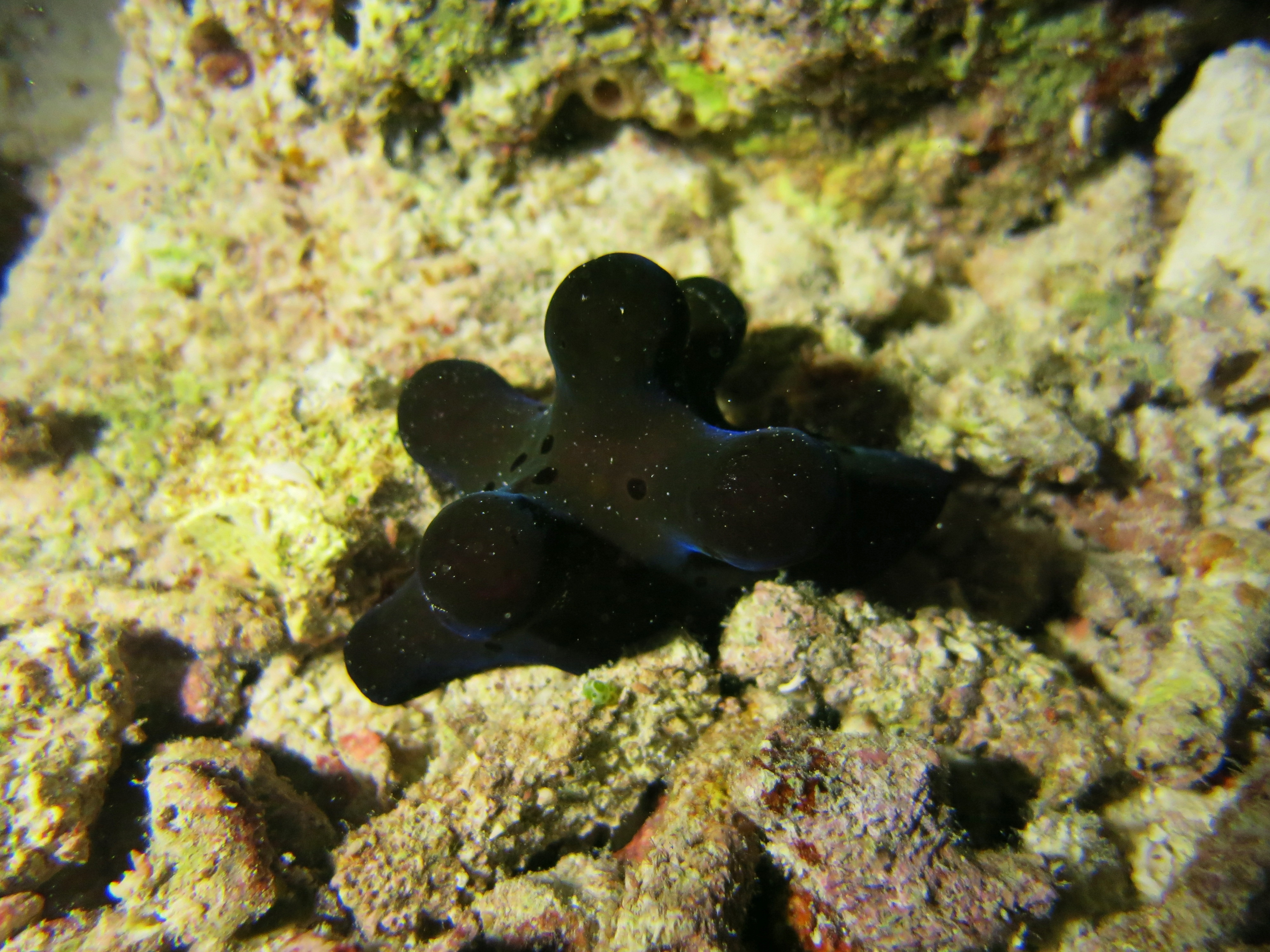

## Habitat et répartition
La Coriocelle d'Hiby est une espèce endémique présente essentiellement dans les eaux tropicales des Maldives mais aussi plus sporadiquement dans certaines autres régions de l'océan Indien, et notamment en mer d'Andaman. Elle est surtout active de nuit.